# Dagmar Enkelmann
Dagmar Enkelmann (Altlandsberg, 5 avril 1956) est une femme politique allemande. 